# امید پیرو شعبانی
امید پیرو شعبانی فیلسوف ایرانی و استاد فلسفه در دانشگاه گوئلف است. پیرو شعبانی به دلیل تخصص خود در زمینه میهن‌پرستی مشروطه، سیاست ایران و فلسفه یورگن هابرماس شناخته شده‌است. او در سال ۲۰۰۲ بورسیه فوق دکتری اندرو ملون را دریافت کرد.

## کتاب‌ها
- دموکراسی، قدرت و مشروعیت: نظریه انتقادی یورگن هابرماس، تورنتو: انتشارات دانشگاه تورنتو، ۲۰۰۳
- چندفرهنگی و قانون: یک بحث انتقادی ، انتشارات دانشگاه ولز، مارس ۲۰۰۷.
- درآمدی بر فلسفه اجتماعی و سیاسی، ویرایش. امید پیرو شعبانی و مونیک دوو، انتشارات دانشگاه آکسفورد، ۲۰۱۴